# Großer Preis von Spanien 1999
Der Große Preis von Spanien 1999 (offiziell XLI Gran Premio Marlboro de España) fand am 30. Mai auf dem Circuit de Barcelona-Catalunya in Montmeló statt und war das fünfte Rennen der Formel-1-Weltmeisterschaft 1999.

## Bericht

### Hintergrund
Nach dem Großen Preis von Monaco führte Michael Schumacher in der Fahrerwertung mit acht Punkten vor Eddie Irvine und mit zwölf Punkten vor Mika Häkkinen. In der Konstrukteurswertung führte Ferrari mit 24 Punkten vor McLaren-Mercedes und mit 28 Punkten vor Jordan-Mugen-Honda.
Mit Michael Schumacher (zweimal), Häkkinen, Jacques Villeneuve und Damon Hill (jeweils einmal) traten vier ehemalige Sieger zu diesem Grand Prix an.

### Training

#### Freitagstraining
Irvine holte sich mit der Zeit 1:23,577 Minuten die Bestzeit vor Heinz-Harald Frentzen, Michael Schumacher und Häkkinen. David Coulthard erreichte nur den siebten Platz mit sieben Zehntel Rückstand. Der langsamste Fahrer, Marc Gené, lag rund vier Sekunden hinter der Bestzeit.

#### Samstagstraining
Dieses Mal konnte Coulthard sich die schnellste Trainingszeit mit 1:22,138 Minuten sichern, dahinter folgen Michael Schumacher, Häkkinen und Frentzen. Irvine erreichte nach dem ersten Platz am Vortag nur den 17. Rang, direkt hinter Alexander Wurz. Der langsamste Fahrer, Luca Badoer, lag rund viereinhalb Sekunden hinter der Bestzeit.

### Qualifying
Zum fünften Mal in Folge holt sich Häkkinen die Pole-Position mit einer Zeit von 1:22,088 Minuten. Dahinter folgen Irvine, Coulthard, Michael Schumacher, Jean Alesi und auf Platz sechs Villeneuve. Der langsamste Fahrer, Badoer, lag rund vier Sekunden hinter der Bestzeit und zwei Sekunden vor der 107-Prozent-Zeit.

### Warm-Up
Häkkinen holte sich mit 1:24,031 Minuten die schnellste Zeit vor Coulthard, Michael Schumacher, Alesi und Irvine.
Der langsamste Fahrer, Toranosuke Takagi, lag rund vier Sekunden hinter der Bestzeit.

### Rennen
Beim Start blieben Olivier Panis und Gené, der aus Katalonien kommt, stehen. Bevor die Startampeln ausgingen, rollte Coulthards Wagen ganz wenig, doch die Frühstart-Sensoren registrierten keinen illegalen Frühstart. Häkkinen konnte die Führung nach der Rennfreigabe behaupten, dahinter folgen Coulthard, Villeneuve welcher beide Ferraris in der ersten Kurve außen überholt hat, Michael Schumacher, Irvine und Jarno Trulli. Irvine verlor durch einen schlechten Start zwei Plätze. Nach der ersten Runde führte Häkkinen weiter, die restlichen fünf Plätze hatten sich nicht verändert. Panis konnte mit einer Runde Rückstand das Rennen wieder aufnehmen, kam aber direkt ins Mittelfeld auf die Strecke. Häkkinen begann nun, die Führung auszubauen und lag nach fünf Runden schon knapp zehn Sekunden vor dem viertplatzierten Michael Schumacher, welcher wiederum von Villeneuve aufgehalten wurde. 
In Runde 17 eröffnete Pedro de la Rosa die Boxenstoppserie, fünf Runden später fuhr vom Spitzenteam Irvine an die Box; Seine offizielle Stehzeit betrug 7,8 Sekunden. Villeneuve unternahm mittlerweile alles, um vor Michael Schumacher zu bleiben und verbremste sich in den Kurven eins und fünf regelmäßig. In Runde 23 ging der Führende Häkkinen an die Box, sein Vorsprung auf Michael Schumacher betrug beinahe 29 Sekunden. Nach 7,7 Sekunden Stehzeit kam Häkkinen als Zweiter hinter Coulthard wieder auf die Strecke zurück. Eine Runde später folgten Villeneuve und Michael Schumacher mit ihren Boxenstopps, die Ferrari-Mannschaft arbeitete jedoch schneller und konnte Michael Schumacher vor Villeneuve wieder auf die Strecke schicken. Beide kamen auf den Plätzen sechs und acht, Irvine konnte sich zwischen den beiden schieben, wieder ins Rennen zurück. Als letztes von den Spitzenfahrern kam Coulthard als Führender in Runde 26 an die Box, doch er verschätzte sich beim Anbremsen zum Stellplatz und schoss um knapp einen Meter hinaus. Bedingt dadurch betrug seine Stoppzeit rund 12,8 Sekunden, doch er kam vor Michael Schumacher wieder zurück. 
In Runde 40 wollte Villeneuve seinen zweiten Stopp erledigen. Villeneuve wollte den obersten Flügel des Heckspoilers entfernen lassen, um auf den Geraden mehr Höchstgeschwindigkeit zu haben, doch dieser ließ sich nicht runterschrauben. Mit Gewalt rissen die Mechaniker den Flügel dann ab, nach 28,7 Sekunden Stehzeit hätte Villeneuve wieder wegfahren können. Allerdings konnte das Getriebe keinen Gang einlegen und der Kanadier musste das Rennen schlussendlich aufgeben. 
In den letzten sechs Runden wurde Coulthard von zu überrundeten Fahrzeugen, unter anderem von Hill, Barrichello und Trulli, lange aufgehalten, woraufhin Michael Schumacher wieder aufschließen und das Finale spannend machen konnte. Schlussendlich gewann Häkkinen vor Coulthard und Michael Schumacher den Großen Preis von Spanien. Die Siegertrophäe für Häkkinen wurde vom spanischen König Juan Carlos I. überreicht. Den Pokal für den siegreichen Konstrukteur McLaren überreichte der Präsident vom Internationalen Olympischen Komitee, Juan Antonio Samaranch, an den technischen Direktor von McLaren, Adrian Newey.
Michael Schumacher konnte sich mit 1:24,982 Minuten die schnellste Runde sichern.
In der Fahrerwertung blieb Michael Schumacher vorne. Häkkinen war nun Zweiter vor Irvine. In der Konstrukteurswertung blieben die ersten drei Positionen unverändert.

## Meldeliste
| Team                         | Nr. | Fahrer                | Chassis        | Motor                 | Reifen |
| ---------------------------- | --- | --------------------- | -------------- | --------------------- | ------ |
| West McLaren Mercedes        | 01  | Mika Häkkinen         | McLaren MP4/14 | Mercedes-Benz 3.0 V10 | B      |
| West McLaren Mercedes        | 02  | David Coulthard       | McLaren MP4/14 | Mercedes-Benz 3.0 V10 | B      |
| Scuderia Ferrari Marlboro    | 03  | Michael Schumacher    | Ferrari F399   | Ferrari 3.0 V10       | B      |
| Scuderia Ferrari Marlboro    | 04  | Eddie Irvine          | Ferrari F399   | Ferrari 3.0 V10       | B      |
| Winfield Williams            | 05  | Alessandro Zanardi    | Williams FW21  | Supertec 3.0 V10      | B      |
| Winfield Williams            | 06  | Ralf Schumacher       | Williams FW21  | Supertec 3.0 V10      | B      |
| Benson & Hedges Jordan       | 07  | Damon Hill            | Jordan 199     | Mugen-Honda 3.0 V10   | B      |
| Benson & Hedges Jordan       | 08  | Heinz-Harald Frentzen | Jordan 199     | Mugen-Honda 3.0 V10   | B      |
| Mild Seven Benetton Playlife | 09  | Giancarlo Fisichella  | Benetton B199  | Playlife 3.0 V10      | B      |
| Mild Seven Benetton Playlife | 10  | Alexander Wurz        | Benetton B199  | Playlife 3.0 V10      | B      |
| Red Bull Sauber Petronas     | 11  | Jean Alesi            | Sauber C18     | Petronas 3.0 V10      | B      |
| Red Bull Sauber Petronas     | 12  | Pedro Diniz           | Sauber C18     | Petronas 3.0 V10      | B      |
| Arrows                       | 14  | Pedro de la Rosa      | Arrows A20     | Arrows 3.0 V10        | B      |
| Arrows                       | 15  | Toranosuke Takagi     | Arrows A20     | Arrows 3.0 V10        | B      |
| Stewart Ford                 | 16  | Rubens Barrichello    | Stewart SF3    | Ford Cosworth 3.0 V10 | B      |
| Stewart Ford                 | 17  | Johnny Herbert        | Stewart SF3    | Ford Cosworth 3.0 V10 | B      |
| Gauloises Prost Peugeot      | 18  | Olivier Panis         | Prost AP02     | Peugeot 3.0 V10       | B      |
| Gauloises Prost Peugeot      | 19  | Jarno Trulli          | Prost AP02     | Peugeot 3.0 V10       | B      |
| Fondmetal Minardi Ford       | 20  | Luca Badoer           | Minardi M01    | Ford 3.0 V10          | B      |
| Fondmetal Minardi Ford       | 21  | Marc Gené             | Minardi M01    | Ford 3.0 V10          | B      |
| British American Racing      | 22  | Jacques Villeneuve    | BAR 01         | Supertec 3.0 V10      | B      |
| British American Racing      | 23  | Mika Salo             | BAR 01         | Supertec 3.0 V10      | B      |

## Klassifikation

### Qualifying
| Pos.                                                                       | Fahrer                | Konstrukteur       | Zeit     | Start |
| -------------------------------------------------------------------------- | --------------------- | ------------------ | -------- | ----- |
| 01                                                                         | Mika Häkkinen         | McLaren-Mercedes   | 1:22,088 | 01    |
| 02                                                                         | Eddie Irvine          | Ferrari            | 1:22,219 | 02    |
| 03                                                                         | David Coulthard       | McLaren-Mercedes   | 1:22,244 | 03    |
| 04                                                                         | Michael Schumacher    | Ferrari            | 1:22,277 | 04    |
| 05                                                                         | Jean Alesi            | Sauber-Petronas    | 1:22,388 | 05    |
| 06                                                                         | Jacques Villeneuve    | BAR-Supertec       | 1:22,703 | 06    |
| 07                                                                         | Rubens Barrichello    | Stewart-Ford       | 1:22,920 | 07    |
| 08                                                                         | Heinz-Harald Frentzen | Jordan-Mugen-Honda | 1:22,938 | 08    |
| 09                                                                         | Jarno Trulli          | Prost-Peugeot      | 1:23,194 | 09    |
| 10                                                                         | Ralf Schumacher       | Williams-Supertec  | 1:23,303 | 10    |
| 11                                                                         | Damon Hill            | Jordan-Mugen-Honda | 1:23,317 | 11    |
| 12                                                                         | Pedro Diniz           | Sauber-Petronas    | 1:23,331 | 12    |
| 13                                                                         | Giancarlo Fisichella  | Benetton-Playlife  | 1:23,333 | 13    |
| 14                                                                         | Johnny Herbert        | Stewart-Ford       | 1:23,505 | 14    |
| 15                                                                         | Olivier Panis         | Prost-Peugeot      | 1:23,559 | 15    |
| 16                                                                         | Mika Salo             | BAR-Supertec       | 1:23,683 | 16    |
| 17                                                                         | Alessandro Zanardi    | Williams-Supertec  | 1:23,703 | 17    |
| 18                                                                         | Alexander Wurz        | Benetton-Playlife  | 1:23,824 | 18    |
| 19                                                                         | Pedro de la Rosa      | Arrows             | 1:24,619 | 19    |
| 20                                                                         | Toranosuke Takagi     | Arrows             | 1:25,280 | 20    |
| 21                                                                         | Marc Gené             | Minardi-Ford       | 1:25,672 | 21    |
| 22                                                                         | Luca Badoer           | Minardi-Ford       | 1:25,833 | 22    |
| 107-Prozent-Zeit: 1:27,834 min (bezogen auf die Bestzeit von 1:22,088 min) |                       |                    |          |       |

### Rennen
| Pos. | Fahrer                | Konstrukteur       | Runden | Stopps | Zeit        | Start | Schnellste Runde |
| ---- | --------------------- | ------------------ | ------ | ------ | ----------- | ----- | ---------------- |
| 01   | Mika Häkkinen         | McLaren-Mercedes   | 65     | 2      | 1:34:13,665 | 01    | 1:25,209 (07.)   |
| 02   | David Coulthard       | McLaren-Mercedes   | 65     | 2      | + 6,238     | 03    | 1:25,487 (08.)   |
| 03   | Michael Schumacher    | Ferrari            | 65     | 2      | + 10,845    | 04    | 1:24,982 (29.)   |
| 04   | Eddie Irvine          | Ferrari            | 65     | 2      | + 30,182    | 02    | 1:25,343 (40.)   |
| 05   | Ralf Schumacher       | Williams-Supertec  | 65     | 2      | + 1:27,208  | 10    | 1:26,520 (35.)   |
| 06   | Jarno Trulli          | Prost-Peugeot      | 64     | 2      | + 1 Runde   | 09    | 1:26,505 (25.)   |
| 07   | Damon Hill            | Jordan-Mugen-Honda | 64     | 2      | + 1 Runde   | 11    | 1:26,348 (47.)   |
| 08   | Mika Salo             | BAR-Supertec       | 64     | 2      | + 1 Runde   | 16    | 1:27,004 (58.)   |
| 09   | Giancarlo Fisichella  | Benetton-Playlife  | 64     | 3      | + 1 Runde   | 13    | 1:27,098 (59.)   |
| 10   | Alexander Wurz        | Benetton-Playlife  | 64     | 3      | + 1 Runde   | 18    | 1:27,029 (35.)   |
| 11   | Pedro de la Rosa      | Arrows             | 63     | 3      | + 2 Runden  | 19    | 1:27,409 (33.)   |
| 12   | Toranosuke Takagi     | Arrows             | 62     | 2      | + 3 Runden  | 20    | 1:29,184 (07.)   |
| –    | Luca Badoer           | Minardi-Ford       | 50     | 2      | DNF         | 22    | 1:29,632 (39.)   |
| –    | Jacques Villeneuve    | BAR-Supertec       | 40     | 2      | DNF         | 06    | 1:26,675 (09.)   |
| –    | Pedro Diniz           | Sauber-Petronas    | 40     | 1      | DNF         | 12    | 1:26,315 (20.)   |
| –    | Johnny Herbert        | Stewart-Ford       | 40     | 1      | DNF         | 14    | 1:27,442 (17.)   |
| –    | Heinz-Harald Frentzen | Jordan-Mugen-Honda | 35     | 1      | DNF         | 08    | 1:26,894 (35.)   |
| –    | Jean Alesi            | Sauber-Petronas    | 27     | 1      | DNF         | 05    | 1:26,542 (24.)   |
| –    | Alessandro Zanardi    | Williams-Supertec  | 24     | 0      | DNF         | 17    | 1:27,248 (19.)   |
| –    | Olivier Panis         | Prost-Peugeot      | 24     | 0      | DNF         | 15    | 1:27,175 (20.)   |
| –    | Marc Gené             | Minardi-Ford       | 0      | 0      | DNF         | 21    | –                |
| DSQ  | Rubens Barrichello    | Stewart-Ford       | 64     | 2      | + 1 Runde   | 07    | 1:26,006 (40.)   |

Anmerkungen
1. ↑  Barrichello wurde nachträglich aufgrund eines unzulässigen Unterbodens disqualifiziert.

## WM-Stände nach dem Rennen
Die ersten sechs des Rennens bekamen 10, 6, 4, 3, 2 bzw. 1 Punkt(e).

### Fahrerwertung
| Pos. | Fahrer                | Konstrukteur       | Punkte |
| ---- | --------------------- | ------------------ | ------ |
| 01   | Michael Schumacher    | Ferrari            | 30     |
| 02   | Mika Häkkinen         | McLaren-Mercedes   | 24     |
| 03   | Eddie Irvine          | Ferrari            | 21     |
| 04   | Heinz-Harald Frentzen | Jordan-Mugen-Honda | 13     |
| 05   | David Coulthard       | McLaren-Mercedes   | 12     |
| 06   | Ralf Schumacher       | Williams-Supertec  | 9      |
| 07   | Giancarlo Fisichella  | Benetton-Playlife  | 7      |
| 08   | Rubens Barrichello    | Stewart-Ford       | 6      |
| 09   | Damon Hill            | Jordan-Mugen-Honda | 3      |
| 10   | Alexander Wurz        | Benetton-Playlife  | 1      |
| 11   | Jarno Trulli          | Prost-Peugeot      | 1      |
| 12   | Pedro de la Rosa      | Arrows             | 1      |

| Pos. | Fahrer             | Konstrukteur      | Punkte |
| ---- | ------------------ | ----------------- | ------ |
| 13   | Olivier Panis      | Prost-Peugeot     | 1      |
| 14   | Jean Alesi         | Sauber-Petronas   | 1      |
| 15   | Toranosuke Takagi  | Arrows            | 0      |
| 16   | Mika Salo          | BAR-Supertec      | 0      |
| 17   | Alessandro Zanardi | Williams-Supertec | 0      |
| 18   | Luca Badoer        | Minardi-Ford      | 0      |
| 19   | Marc Gené          | Minardi-Ford      | 0      |
| 20   | Johnny Herbert     | Stewart-Ford      | 0      |
| –    | Pedro Diniz        | Sauber-Petronas   | 0      |
| –    | Jacques Villeneuve | BAR-Supertec      | 0      |
| –    | Ricardo Zonta      | BAR-Supertec      | 0      |
| –    | Stéphane Sarrazin  | Minardi-Ford      | 0      |

### Konstrukteurswertung
| Pos. | Konstrukteur       | Punkte |
| ---- | ------------------ | ------ |
| 01   | Ferrari            | 51     |
| 02   | McLaren-Mercedes   | 36     |
| 03   | Jordan-Mugen-Honda | 16     |
| 04   | Williams-Supertec  | 9      |
| 05   | Benetton-Playlife  | 8      |
| 06   | Stewart-Ford       | 6      |

| Pos. | Konstrukteur    | Punkte |
| ---- | --------------- | ------ |
| 07   | Prost-Peugeot   | 2      |
| 08   | Arrows          | 1      |
| 09   | Sauber-Petronas | 1      |
| 10   | BAR-Supertec    | 0      |
| 11   | Minardi-Ford    | 0      |